# Arthur Le Clerq
Arthur Le Clerq est un songwriter britannique des années 30 qui composa plusieurs hits.

## Œuvres
- Is Izzy Azzy Woz? (1929)
- The Rocket Bus (1929), pour le film Doublepatte et Patachon magiciens
- He Played His Ukulele as the Ship Went Down[1] (1931) - enregistré par Clinton Ford[1] (titre alternatif : The Wreck of the Nancy Lee). Version française : Sur son ocarina (Fox-trot. Paroles anglaises d'Arthur Leclerq. Paroles françaises de Jacques Monteux et Jacques Réale)[2]
- Tan Tan-Tivvy Tally Ho! (1931) - enregistré par George Formby
- Nobody Loves a Fairy When She's Forty (1934)
- I taught her how to play Arrangé par M. Gracey, pour orchestre avec piano conducteur[2]